# Richard Symonds
Richard Symonds, né à Black Notley en juin 1617 et mort à Londres en 1660, est un antiquaire et soldat de la Première révolution anglaise, auteur d'un journal intime.

## Biographie
Richard Symonds est né et baptisé le 12 juin 1617 à Black Notley, près de Braintree (Essex), issu d'une famille d'hommes de loi. Il entre à l'Emmanuel College de Cambridge en 1632 et suit des études de droit. Il devient greffier de la Court of Chancery comme son père. 
Avec la Première révolution anglaise, il prend le parti royaliste et intègre la garde montée du roi en tant que soldat ordinaire. Il prend part à des combats du printemps 1644 au début de l'année 1646. Il participe à des combats en Cornouailles, à la bataille de Newbury en octobre 1644 puis à celle de Naseby le 14 juin 1645. Après la disparition de son régiment, il suit les troupes de William Vaughan. Il quitte l'armée royaliste finalement en mars 1646. Pendant tout son parcours à travers l'Angleterre et le Pays de Galles, il en profite pour noter des informations au sujet des monuments, églises et inscriptions qu'il observe.
La guerre perdue l'incite à partir à l'étranger et à entamer un Grand Tour. Il commence par la France en 1649 notamment en visitant les monuments parisiens, puis part pour Rome où il reste dix-neuf mois. C'est l'occasion pour lui d'observer les milieux artistiques et d'apprendre l'Italien. Il rencontre Nicolas Poussin et note les habitudes des artistes et de leurs ateliers. 
Il retourne en Angleterre en décembre 1651 et notamment à Londres où il recueille dans son journal de nombreuses anecdotes su l'actualité politique et artistique de son temps. En 1655, il est arrêté probablement pour être entré en contact avec d'anciens soldats royalistes comme lui. Il est finalement libéré la même année. Il décède en 1660 et enterré à Londres.

## Écrits
Symonds a compilé 4 carnets de notes sur les événements de la Première Guerre  civile entre 1644 et 1646, intitulé Journal des marches de l'amée royale. Il y alterne entre des descriptions très précises des armées engagées et combats menées, avec des descriptions nombreuses des monuments et autres antiquitées qu'il observe entre deux campagnes. Ils sont désormais conservés à la British Library (Harley MSS 911, 939, and 944, and Add. MS 17062).
Il existe par ailleurs 4 carnets de notes sur les églises, bâtiments publics et images de Paris et Rome (BL, Harley MSS 924, 1278; Add. MSS 17062, 17919) et 2 carnets de notes sur les images et peintures de Rome (BL, Egerton MSS 1635–1636).